# Grand Prix FINA de nage en eau libre 2015
Navigation
2014 2016
L'édition 2015 du Grand Prix FINA de nage en eau libre, se dispute de février à septembre.

## Les étapes
| Date        | Lieu                   | Distance | Dotation |
| ----------- | ---------------------- | -------- | -------- |
| 1er février | Santa Fe - Rio Corondo | annulé   | annulé   |
| 8 février   | Villa Urquiza - Paraná | 25 km    | 10 000 $ |
| 25 avril    | Cozumel                | 15 km    | 20 000 $ |
| 25 juillet  | Lac Saint-Jean         | 32 km    | 40 000 $ |
| 1er août    | Lac Magog              | annulé   | annulé   |
| 29 août     | Lac d'Ohrid            | 33 km    | 10 000 $ |
| 6 septembre | Capri - Naples         | 36 km    | 15 000 $ |

## Attribution des points
À chacune des étapes du circuit 2014 du Grand Prix de nage en eaux libres, des points sont attribués suivant la grille suivante à tous les nageurs terminant la course dans le délai imparti.
| Classement | Dotation de 25 000 $ ou plus | Dotation entre 20 000 $ et 24 999 $ | Dotation de moins de 20 000 $ |
| ---------- | ---------------------------- | ----------------------------------- | ----------------------------- |
| 1          | 25                           | 20                                  | 15                            |
| 2          | 19                           | 16                                  | 11                            |
| 3          | 16                           | 14                                  | 9                             |
| 4          | 13                           | 12                                  | 7                             |
| 5          | 11                           | 10                                  | 6                             |
| 6          | 9                            | 8                                   | 5                             |
| 7          | 7                            | 6                                   | 4                             |
| 8          | 5                            | 4                                   | 3                             |
| >8         | 4                            | 3                                   | 2                             |

## Vainqueurs par épreuve
| Étapes         | Hommes                     | Hommes        |                       | Femmes        | Femmes |
| Étapes         | Vainqueur                  | Temps         | Vainqueur             | Temps         |        |
| Paraná         | Mario Sanzullo             | 2 h 10 min 41 | Alice Franco          | 2 h 18 min 28 |        |
| Cozumel        | Ferry Weertman             | 2 h 48 min 23 | Sharon van Rouwendaal | 3 h 03 min 56 |        |
| Lac Saint-Jean | François Xavier Desharnais | 7 h 20 min 41 | Pilar Geijo           | 7 h 48 min 17 |        |
| Ohrid Lake     | Evgenij Pop Acev           | 5 h 39 min 42 | Alice Franco          | 5 h 44 min 03 |        |
| Capri - Napoli | Damián Blaum               | 6 h 22 min 13 | Alice Franco          | 6 h 29 min 54 |        |